# 古音 (日本漢字音)
日本漢字音的「古音」一般認為是早於吳音傳入日本的漢字讀音。從日本方面的資料而言，「古音」並未直接作為「漢字音」的一種獨立記錄下來，僅僅是在萬葉假名及某些特定的辭彙中留下的若干痕跡。萬葉假名中無法根據吳音或漢音的體系說明的例子，被認為屬於「古音」。現代日語的常用辭彙中極少出現古音讀法，除了若干被認為與古音有關的訓讀詞。

## 特徵
首先對古音作研究的，是大矢透的《假名源流考》（仮名源流考），其中提出《推古遺文》中的、等讀法可能來自中國的上古音（漢魏及更早的先秦時期的讀音）。
與吳音、漢音相比存在以下差異。
- 聲母
  - 齒音字讀行音，如：；
  - 齒音字讀行音，如：、；
  - 喉音字讀行音，如：。

- 韻母
  - 支韻字讀列音，如：；
  - 脂韻字讀列音，如：；
  - 魚韻字讀列乙類[1]，如：；
  - 庚韻字讀列音，如：。

## 來源
大矢氏通過對周代以後的詩的韻腳的分析，認為這些特徵源於周代古音。此外，《推古遺文》中有部分讀音與吳音的特徵相一致，如支韻的，脂韻的，之韻的，微韻的，皆韻的，祭韻的等。此等讀音的存在表示《推古遺文》的假名與吳音相連續，大矢氏因而認為這些音來自於漢魏時的讀音。而春日政治的《假名發達史序說》（日语：仮名発達史序説）認為大矢氏聲稱為周代古音的讀音也應當看作來自漢魏時的讀音。總之基本可以認為萬葉假名的漢字音中最古的層次對應於中國的上古音。
《推古遺文》的作者據推測為朝鮮系渡來人（由朝鮮半島移居日本列島的人），《推古遺文》的假名也跟《日本書紀》引用的「百濟記」假名有很高的相似性。因此推古期及更早的假名可能是朝鮮人記錄的日本語，並受他們的音韻體系影響。故也有研究者如馬淵和夫等認為大矢氏所推測源於周代古音的讀音並非一定要以周代古音來解釋。

## 訓讀詞
部分訓讀詞被認為來源於音讀，其中若干詞可認為基於古音。如。這些詞依上段敘述也有可能是經由朝鮮而移植的讀音。

## 腳注
1. ↑  關於萬葉假名中、段分為甲乙兩類的假名，參見關於「上代特殊假名遣」的資料。